# Graciela Boccaccio
Graciela L. Boccaccio (Buenos Aires, 1962) es una bióloga, investigadora y docente argentina especializada en el estudio de ribonucleopartículas que regulan la síntesis de proteínas. Actualmente es jefa del Laboratorio de Biología Celular del RNA de la Fundación Instituto Leloir e investigadora principal del Consejo Nacional de Investigaciones Científicas y Técnicas (CONICET).   

## Trayectoria
Graciela L. Boccaccio realizó sus estudios en la Facultad de Ciencias Exactas y Naturales (FCEyN) de la Universidad de Buenos Aires (UBA). Se graduó con diploma de honor como Licenciada en Química y Doctora en Ciencias Químicas en la Universidad de Buenos Aires.  Realizó su formación posdoctoral en el laboratorio de David R. Colman, en Columbia University, NY-USA (1992-1994) y en el laboratorio de Lawrence Steinman, en el Instituto Weizmann, Israel (1995-1997), especializándose en Biología Celular.  
Es una de las fundadoras y coordinadoras del Club Argentino de ARN.  Ejerce la docencia en la Facultad de Ciencias Exactas y Naturales (FCEyN) en el área de Biología Celular y colabora con grupos de investigación dentro y fuera el país. También contribuye a la formación de recursos humanos altamente especializados en biología celular, con más de 10 tesis doctorales de la FCEyN completadas, varios trabajos de grado de distintas carreras y la dirección de investigadores de la carrera científica de CONICET. Ha actuado además como revisora de publicaciones y proyectos de investigación para numerosas revistas y organismos nacionales e internacionales, como Journal of Cell Biology, Cell Signal y Biochemistry.

## Hallazgos destacados
- Organelas sin membrana en la regulación de la biosíntesis de proteínas en lasinapsis.[8]
- Organelas sin membrana en la respuesta de estrés.[9]

## Premios
Miembros de su equipo de trabajo del laboratorio de Biología Celular del ARN en el instituto Leloir han obtenido los siguientes premios:
- Leandro Julián Martínez Tosar, beca “Luis Federico Leloir”, 2002.
- Mariela Loschi, beca “C.E. Cardini”, 2004; “Karla´s Memorial Fund Student Award 2006″, “Journal of Cell Science Travelling Fellowship” 2009
- María Soledad Vazquez, beca “Luis Federico Leloir” 2008